# Ryparobius brunneus
Ryparobius brunneus är en svampart som beskrevs av Boud. 1869. Ryparobius brunneus ingår i släktet Ryparobius och familjen Thelebolaceae.   Inga underarter finns listade i Catalogue of Life.